# 13e division (armée impériale japonaise)
Pour les articles homonymes, voir 13e division.
La 13e division (第13師団, Dai-Jūsan shidan) est une unité d'infanterie de l'armée impériale japonaise. Son nom de code est Division Miroir (鏡兵団, Kyō-heidan) et son symbole militaire est 13D. Elle est l'une des quatre nouvelles divisions créées à la fin de la guerre russo-japonaise le 1er avril 1905. Elle est plus tard déployée en Mandchourie comme l'ensemble de l'armée japonaise qui ne laisse aucune division au Japon même.

## Histoire

### Guerre russo-japonaise
La 13e division est initialement formée à Takasa dans l'actuelle ville de Jōetsu et recrute principalement dans la préfecture de Niigata sous le commandement du lieutenant-général Haraguchi Kensai. Elle est envoyée occuper Sakhaline avant la conclusion du traité de Portsmouth pour combattre les forces russes, qui avaient fui et s'étaient réfugiées à Palevo, et débarque sur l'île le 7 juillet 1905, seulement trois mois après avoir été formée, et sécurise la zone le 1er août 1905. Après un court combat, le gouverneur militaire des Sakhalines, avec 70 officiers et 3200 hommes, se rendit, le 31 juillet 1905, laissant le lieutenant-général Haraguchi proclamer la création d'une administration militaire sur les Sakhaline et le 6 août, il proclama la création d'une administration civile. Après le succès de cette opération, le Japon conserve le sud de l'île (préfecture de Karafuto) à la fin de la guerre.

### Période d'entre-guerres
La 13e division retourne à son quartier-général d'origine à Jōetsu le 6 novembre 1908. Le futur président chinois Tchang Kaï-chek sert dans le bataillon d'artillerie de la division pendant ses études militaires au Japon. Sous le commandement du lieutenant-général Nagaoka Gaishi, un conseiller militaire austro-hongrois nommé Theodor Edler von Lerch est invité pour enseigner la guerre en montagne et la pratique du ski aux troupes du 58e régiment d'infanterie début 1913.
Le 12 avril 1913, la division est déployée à Liaoyang en Mandchourie où elle reste jusqu'au 3 juin 1915 comme force de garnison sous le commandement du lieutenant-général Akiyama Yoshifuru avant de retourner au Japon. Après une brève période comme garnison en Corée, la 13e division est sélectionnée pour participer à l'intervention en Sibérie en 1920. La division de cette époque est spécialisée en guerre d'hiver et toute son infanterie est en ski.
Cependant, le 1er mai 1925, elle est dissoute par le ministre de la Guerre Kazushige Ugaki dans le cadre d'un plan d'économies du gouvernement de Katō Takaaki, en même temps que les 15e, 17e et 18e divisions.

### Seconde guerre sino-japonaise
En juillet 1937, au début de la seconde guerre sino-japonaise, la 13e division est rétablie à Sendai le 10 septembre 1937 en tant que division triangulaire et force de réserve de la 2e division. Sous le commandement du lieutenant-général Rippei Ogisu, elle est assignée à l'armée expéditionnaire de Shanghai et participe à la bataille de Shanghai et la bataille de Nankin mais, en tant que force de réserve, n'est pas présente lors du massacre de Nankin. Elle passe sous le contrôle de l'armée expéditionnaire de Chine centrale en février 1938, et participe à la bataille de Xuzhou. Assignée à la 2e armée en juillet 1938, elle participe à la bataille de Wuhan sous le commandement du lieutenant-général Shizuichi Tanaka.
En novembre 1938, la 13e division est assignée à la 11e armée et reste en Chine durant la guerre du Pacifique, participant à de nombreuses campagnes et batailles, comme la bataille de Zaoyang-Yichang, la bataille de l'ouest d'Hubei et la bataille de Changde. Une puissante attaque chinoise à Yichang est repoussée en octobre 1941 avec l'utilisation intensive d'armes chimiques par la 13e division. En décembre 1942, son 58e régiment d'infanterie est transféré à la 31e division, et la 13e division redevient une division triangulaire.
Elle participe à l'opération Ichi-Go (à la bataille du Henan-Hunan-Guangxi). Dans les derniers jours de la campagne le 1er novembre 1944, la 13e division capture deux pistes d'atterrissage sur une base aérienne de Guilin. Elle est plus tard déployée pour sécuriser le front à l'ouest de Liuzhou, entre la 3e division au sud et la 58e division au nord-est. Le 18 avril 1945, elle passe sous les ordres de l'armée expéditionnaire de Chine avec la 3e division et recule jusqu'à Nankin. Elle est à Changsha au moment de la capitulation du Japon le 15 août 1945.
Bien qu'il existait des plans destinés à envoyer la 13e division à Guam en septembre 1943 pour contrer la menace des États-Unis pendant la guerre du Pacifique, seul un détachement de 300 hommes y ait envoyé.